# Cobitis rhodopensis
Cobitis rhodopensis – gatunek ryby słodkowodnej z rodziny piskorzowatych. Występuje endemicznie w Bułgarii. Opisany po raz pierwszy w roku 1998.

## Taksonomia
Gatunek opisany po raz pierwszy w roku 1998. Holotyp stanowi samiec zebrany 28 sierpnia 1995 roku. Paratypy zebrane w liczbie 34 (18 samców, 10 samic, 6 młodocianych). Zebrane okazy przekazano do Instytutu Zoologii w Sofii.

## Zasięg występowania
Cobitis rhodopensis występuje w środkowym i dolnym biegu rzeki Krumowica, a także Biala (dopływ Mesty). Jedyny reprezentant rodzaju Cobitis w obu tych rzekach.

## Morfologia i anatomia
Występuje dymorfizm płciowy, samce mniejsze od samic. Łuski zaokrąglone. Długość płetwy odbytowej jednakowa u obu płci. Ciało bocznie spłaszczone. Długość ciała samców wynosi 55-79 mm, samicy 65-85 mm. Głowa od przodu zaokrąglona. Barwa podstawowa żółtawa. Na grzbiecie 13-19 ciemnobrązowych plamek o kształcie prostokątnym. Z boku ciała znajdują się dwie linie po kilkanaście plam, pomiędzy nimi występują znacznie mniejsze, nieregularne plamki.
W kręgosłupie 39-41 kręgów.
| Płetwa     | Liczba promieni |
| ---------- | --------------- |
| Grzbietowa | 7-8             |
| Odbytowa   | 5-6             |
| Piersiowa  | 8               |
| Brzuszna   | 5-7             |
| Ogonowa    | 16              |